# Katastrofa lotu American Airlines 965
Katastrofa lotu American Airlines 965 wydarzyła się w nocy 20 grudnia 1995 w okolicach miejscowości Buga w Kolumbii. Lecący z Miami Boeing 757 uderzył w szczyt góry El Deluvio; w wyniku zderzenia zginęło na miejscu 159 osób (w tym 151 pasażerów i 8 członków załogi).

## Samolot i załoga
Samolotem uczestniczącym w wypadku był Boeing 757, dostarczony do American Airlines 27 sierpnia 1991. Do momentu katastrofy wykonał on 4922 cykle start-lądowanie i wylatał 13782 godziny. W okresie poprzedzającym katastrofę nie zgłaszano żadnych usterek maszyny.
Kapitanem samolotu był Nicholas Tafuri, były pilot United States Air Force. Zatrudnił się w American Airlines 22 września 1969, mając uprzednio wylatane prawie 3000 godzin na maszynach różnego typu, w tym myśliwcach i czterosilnikowych samolotach transportowych. Jako pracownik American Airlines Tafuri wylatał 13000 godzin, z czego 2260 na Boeingach 757 i 767.
Pierwszym oficerem był Donald Williams. Williams również rozpoczął karierę pilota w US Air Force; oprócz pilotowania m.in. myśliwców pracował jako instruktor pilotażu. Zaczął pracę w American Airlines 11 października 1986, mając wylatane 1360 godzin. W lotnictwie cywilnym wylatał 5800 godzin, z czego 2286 na Boeingach 757 i 767.
Szefem personelu pokładowego był Pedro Pablo Calle. Jego podwładnymi były stewardesy Magdalena Borrero, Rosa Cabrejo, Teresa Delgado, Margaret Villalobos i steward Gilberto Restrepo.

## Katastrofa
Miasto Cali w Kolumbii położone jest na końcu długiej, wąskiej doliny, otoczonej górskimi łańcuchami, ze szczytami przekraczającymi 4000 metrów wysokości. 20 grudnia 1995 Nelson Rivera Ramirez, kontroler nadzorujący podejście do lądowania lotu nr 965, nagle utracił kontakt radiowy z załogą samolotu. Ponieważ chwilowo nie dysponował radarem, nie był w stanie stwierdzić, czy był to problem z łącznością radiową, czy też coś stało się z samolotem. Dopiero po pewnym czasie pojawiły się relacje o potężnej eksplozji wśród otaczających Cali gór.
Ekipy ratunkowe były w stanie dotrzeć na miejsce katastrofy dopiero następnego ranka. Wśród szczątków samolotu znalazły pięcioro żywych ludzi; z katastrofy ocaleli: Mercedes Ramirez, Mauricio Reyes, Gonzalo Dussan Monroy i jego dwoje dzieci, Gonzalito i Michelle Dussan. Cała piątka trafiła do szpitala; obrażenia Gonzalito okazały się zbyt poważne i chłopak zmarł na stole operacyjnym.
Analiza miejsca tragedii dowodziła, że maszyna uderzyła w szczyt góry El Deluvio (2700 metrów n.p.m.) od strony wschodniej; część szczątków maszyny po uderzeniu siłą rozpędu znalazła się po drugiej, zachodniej stronie szczytu. Oznaczało to, że w momencie katastrofy Boeing 757 z nieznanych przyczyn znajdował się około 20 km na wschód od właściwego kursu, co było dużym zaskoczeniem: Boeingi 757 wyposażono bowiem w niezwykle dokładny komputer pokładowy, który miał umożliwić bardzo precyzyjną nawigację. Bardzo istotne stało się odkrycie, dlaczego nowy, czteroletni samolot, wyposażony w supernowoczesne systemy nawigacyjne i pilotowany przez doświadczoną i dobrze wyszkoloną załogę, tak znacznie zboczył z właściwego kursu.
Szczegółowa analiza danych zawartych w pokładowych rejestratorach (tzw. czarnych skrzynkach) dowiodła, że głównym powodem katastrofy był cały szereg błędów popełnionych przez załogę samolotu.

### Początek lotu

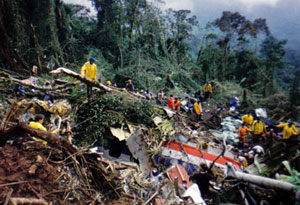
Miejsce katastrofy samolotu o numerze rejestracyjnym N651AA

Lot American Airlines 965 miał wystartować z międzynarodowego lotniska w Miami 20 grudnia o godzinie 16:40 miejscowego czasu. Z uwagi jednak na nasilony ruch pasażerski w związku ze zbliżającym się Bożym Narodzeniem, start przesunięto o pół godziny, gdyż wielu pasażerów, którzy planowali przesiąść się na lot 965 z lotów krajowych, dotarło do Miami z opóźnieniem. Ostatecznie wszyscy pasażerowie byli na pokładzie o 17:14; z uwagi jednak na bardzo duży ruch w przestrzeni powietrznej wokół Miami, lot 965 otrzymał zgodę na start dopiero o godzinie 18:35.

### Ostatnie chwile lotu American 965
Dolot do międzynarodowego lotniska w Cali prowadzi wzdłuż długiej doliny, w ciągu której usytuowano szereg radiolatarni, ułatwiających nawigację. 20 grudnia 1995 kontrolerzy lotów w Cali mieli utrudnione zadanie: antyrządowi partyzanci dokonali bowiem kilka dni wcześniej sabotażu, uszkadzając instalację radarową na lotnisku. W związku z brakiem radaru, piloci mieli zgłaszać kontrolerom swoją wysokość i odległość w momencie przelotu nad kolejnymi radiolatarniami w drodze do Cali.
Według standardowej procedury, samolot lecący do Cali przelatywał najpierw nad położoną prawie u wylotu doliny radiolatarnią w miejscowości Tuluá, następnie kierował się do położonej kilkanaście kilometrów od Cali radiolatarni w miejscowości Rozo, położonej na przedłużeniu osi pasa lotniska. Po minięciu Rozo, samolot okrążał Cali półkolem i lądował na kierunku 01 (10 stopni), podchodząc do lądowania od południa.
Ponieważ wieczorem 20 grudnia 1995 pogoda była sprzyjająca, Nelson Rivera Ramirez, kontroler lotów, zaproponował pilotom rejsu nr 965 lądowanie wprost z trasy, na kierunku 19 (190 stopni) z podejściem od północy. Kontroler miał prawo zgłosić taką propozycję, ostateczna decyzja leżała bowiem w gestii załogi. W tym momencie Tafuri i Williams popełnili pierwszy z całego szeregu błędów: zgodzili się na lądowanie bezpośrednio z trasy na kierunku 19. Jak ustalili potem śledczy, Boeing 757 znajdował się w tym momencie zbyt wysoko, leciał zbyt szybko i był zbyt blisko pasa startowego, by takie lądowanie można było bezpiecznie przeprowadzić. Załoga zdawała sobie sprawę, że lądowanie prosto z trasy będzie wymagało pośpiechu: gdy Tafuri spytał Williamsa o zdanie, ten odpowiedział: Da się to zrobić, ale musielibyśmy się bardzo spieszyć. Williams uruchomił hamulce aerodynamiczne, by zwiększyć opadanie maszyny i rozpoczął zniżanie.
Decyzja o lądowaniu bezpośrednio z trasy (na którą wpływ miało dwugodzinne opóźnienie, grożące przekroczeniem dozwolonego czasu pracy załogi) spowodowała, że piloci mieli nagle mnóstwo pracy: musieli wyszukać odpowiednie wykresy podejścia do lądowania i przeprogramować komputer pokładowy: ten bowiem prowadził maszynę według standardowego toru lotu. Aby dokonać przeprogramowania, Tafuri musiał usunąć z pamięci komputera dotychczasowy kurs, po czym wprowadzić na nowo współrzędne radiolatarni w Tuluá i Rozo i dane nowego podejścia.
Gdy Tafuri i Williams odnaleźli w swoich dokumentach współrzędne radiolatarni w Tuluá, okazało się, że Boeing 757 właśnie nad nią przeleciał. Tafuri wprowadził więc do komputera dane kolejnego punktu, radiolatarni w Rozo. W tym momencie załoga popełniła kolejne błędy.
Najważniejszym było złamanie jednej z podstawowych zasad pilotażu: przynajmniej jeden z pilotów musi stale pilotować maszynę, tzn. aktywnie śledzić przyrządy pokładowe. W tym momencie jednak i Tafuri, i Williams zajęci byli przygotowaniami do lądowania i żaden z nich przez pewien czas nie zwracał uwagi na wskazania aparatury pokładowej. Tymczasem, jak się okazało, kpt. Tafuri popełnił błąd przy programowaniu komputera: na mapach, którymi dysponował, radiolatarnia w Rozo była oznaczona literą R - i takie też oznaczenie wprowadził do komputera pokładowego. Ten wyświetlił szereg punktów oznaczonych R; zazwyczaj ten znajdujący się najbliżej maszyny znajdował się na pierwszym miejscu na liście - i ten punkt wybrał kapitan Tafuri, programując nowy kurs samolotu. Komputer pokładowy, oprócz oznaczenia punktu, podawał też jego geograficzne współrzędne, a dodatkowo po wybraniu punktu na monitorze wyświetlany był kurs, jaki po zatwierdzeniu wybranego punktu obierze maszyna. Kpt. Tafuri przed zatwierdzeniem nowego punktu powinien był potwierdzić prawidłowość wyboru, pytając o zdanie drugiego pilota; jednak Tafuri popełnił następny błąd, pośpiesznie zatwierdził wybrany punkt i powrócił do przygotowań do lądowania. Żaden z pilotów nie zauważył, że współrzędne geograficzne wybranego punktu nie odpowiadają Rozo, a wyświetlany na monitorze kurs, zamiast prowadzić na południe w stronę Cali, kieruje maszynę na północny wschód: radiolatarnia Rozo była bowiem opisana w komputerze pokładowym jako ROZO, a wybrany przez kpt. Tafuriego punkt R oznaczał radiolatarnię Romeo, położoną w osi pasa lotniska w Bogocie, 215 kilometrów na północny wschód. Po zatwierdzeniu wybranego punktu, komputer pokładowy zareagował tak, jak był zaprogramowany: skierował maszynę szerokim łukiem w kurs w stronę Bogoty.
Piloci dopiero po mniej więcej dwóch minutach lotu zauważyli, że maszyna nie kieruje się w stronę Rozo, ale zboczyła z kursu i leci na wschód, i skierowali ją na południe. W tym momencie w kokpicie maszyny zapanował chaos: piloci zastanawiali się, czy spróbować lecieć z powrotem do Tuluy i potem kontynuować podejście, skierować się na Rozo, czy może próbować lecieć wprost do Cali. W myśl przepisów, powinni w tym momencie przerwać zniżanie i wyprowadzić maszynę na bezpieczną wysokość: jednak popełnili kolejny błąd, decydując się zamiast tego na kontynuowanie zniżania. Ostatecznie Tafuri i Williams postanowili lecieć prosto do Cali. Nie zdawali sobie sprawy, że gdy samolot zboczył z kursu, przekroczyli łańcuch górski, zamykający prowadzącą do Cali dolinę od wschodu; gdy zauważyli, że maszyna nie kieruje się do Cali, i skręcili na południe - znaleźli się w drugiej, równoległej dolinie, a od Cali oddzielał ich masyw górski.
Gdy maszyna zeszła poniżej wysokości 9000 stóp (2700 m), nagle uruchomił się alarm GPWS, ostrzegający przed kolizją z przeszkodą terenową; Williams maksymalnie zwiększył moc silników i poderwał maszynę. Popełnił w tym momencie ostatni już z szeregu błędów: nie dezaktywował hamulców aerodynamicznych, które poważnie zmniejszyły szybkość wznoszenia maszyny. Samolot rozbił się na wschodniej stronie szczytu góry El Deluvio; siła uderzenia była tak duża, że większa część wraku siłą rozpędu znalazła się na zachodniej stronie góry. Badania przeprowadzane przez śledczych wykazały, że gdyby Williams schował hamulce aerodynamiczne w momencie zwiększenia ciągu silników, Boeing 757 przeleciałby o co najmniej 150 m nad szczytem El Deluvio.